# 鉛温泉
鉛温泉（なまりおんせん）は、岩手県花巻市（旧国陸奥国、明治以降は陸中国）花巻温泉郷にある温泉。

## 泉質
5つの源泉を有している。豊富な湯量を有し、全て掛け流しである。
- アルカリ性単純温泉[1]

## 一軒宿「藤三旅館」
豊沢川沿いに一軒宿の「藤三旅館」（ふじさんりょかん）がある。自炊部（現在は湯治部へ改称）を有し、湯治場でもある。同旅館と大沢温泉がセットの日帰り入浴券もある。
建屋の地下に位置し、立ちながら入浴する足元湧出の温泉「白猿の湯」が名物。深さ約1.25メートルと日本一深い、自噴の岩風呂であると言われる。混浴であるが、女性専用時間が設けられている。「桂の湯」には内湯と露天風呂が併設され、浴槽からすぐ隣を流れる豊沢川を眺めることができる。
温泉地の周辺には鉛温泉スキー場が存在する。

## 歴史
開湯は600年前とされる。桂の木のたもとから湧出している温泉に白猿が浸かっていたところを発見したとされる。その由来は前述の「白猿の湯」ならびに「桂の湯」に残る。
1841年（天保12年）に現在の藤三旅館が開業。
明治以降多くの小説家が滞在している。田宮虎彦も滞在し、後に映画化もされた当地を舞台とした小説「銀心中」を書き上げた。宮沢賢治の童話、『なめとこ山の熊』にも鉛温泉が登場する。

## アクセス
- 鉄道：東北本線花巻駅より岩手県交通バス利用、｢湯口線・新鉛温泉｣行で約30分。｢鉛温泉｣下車。他、花巻南温泉郷の共同運行による無料シャトルバスも利用可能。

- 車: 東北自動車道花巻南ICより約20分[1]。